# Ergo Proxy
Pour l’article ayant un titre homophone, voir Proxy (homonyme).
Ergo Proxy (エルゴプラクシー, Erugo Purakushī) est une série d'animation japonaise de science-fiction réalisée par le studio Manglobe, dont la diffusion a débuté au Japon le 25 février 2006 sur WOWOW. Dirigée par Shukō Murase, avec un scénario original de Dai Sato, Ergo Proxy combine l'animation 2D, 3D et de nombreux effets numériques.

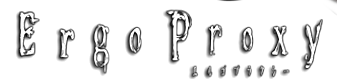
Loge de l'anime Ergo Proxy

L'histoire se déroule dans Romdo, une ville futuriste abritée sous un dôme, construit pour protéger la communauté de survivants d'un virus qui sévit à l'extérieur. Dans cette cité, les humains et les robots (autoreivs) coexistent paisiblement. Mais une série de meurtres provoqués par des robots contaminés par le virus Cogito commence à semer le désordre dans le fragile équilibre qui régit la société. Au sommet de tout cela, le gouvernement conduit des expériences secrètes sur une mystérieuse forme de vie humanoïde baptisée Proxy, qui semble être la clef d'un grand pouvoir. La série débute avec la fuite d'un Proxy des laboratoires gouvernementaux déclenchée par la pulsation de l'éveil.
Dans une interview avec Doug McGray, Dai Sato décrit son dernier projet :
« L'aventure se déroule dans le futur. Un groupe de robots est contaminé par un virus baptisé Cogito et devient alors conscient de sa propre entité. Ces robots, qui ont été les fidèles serviteurs des humains, entreprennent donc la quête d'eux-mêmes. Ils doivent déterminer si l'agent infectieux qui les a contaminé a créé leur identité, ou si celle-ci se développe au cours de leur périple. Cette question représente notre propre débat à propos de ce qui nous rend tel que nous sommes: si cela est dû à notre environnement ou bien à des facteurs qui sont en nous. Les autoreivs portent tous des noms de philosophes : Derrida, Lacan, Husserl, Julia Kristeva. »

## Univers
Projeté dans notre futur, le monde post-apocalyptique d'Ergo Proxy est constitué majoritairement de terres désertiques, balayées par les éléments déchaînés et hostiles, ce qui est dû à la rupture de l'équilibre écologique. Les survivants se sont regroupés au sein de dômes, villes de quelques centaines de kilomètres carrés, vivants en autarcie. L'histoire en mentionne deux, Romdo et Mosk.
Les communautés des dômes survivent grâce à l'assistance d'androïdes, les autoreivs, qui, par une présence constante, les aident dans toutes leurs activités, et accessoirement, les surveillent. Une sélection génétique est opérée sur les enfants à naître, pour assurer la viabilité génétique de l'espèce et sociale de la communauté. Les éléments extérieurs à la cité ne peuvent en principe y pénétrer. Les habitants du dôme de Romdo n'ont pas le droit d'en sortir, sous peine d'exclusion définitive.
Des communautés subsistent cependant en dehors des dômes, s'agglutinant autour de ceux-ci, vivant de leur rejets, ou bien en petites communautés plus ou moins isolées. La survie y est difficile, l'air extérieur étant toxique, allant jusqu'à entraîner la mort.

## Personnages

### Personnages principaux
Vincent Law (ビンセント・ロウ, Binsento rou)
Voix japonaise : Kōji Yusa, voix française : Taric Mehani
Un immigrant travaillant pour la Division de Contrôle des Autoreivs, mise en place pour détecter les robots infectés, les désinfecter et les reprogrammer. Il est éperdument amoureux de Real. D'une nature plutôt trouillarde et insouciante, il reste pas moins Ergo Proxy, créateur du dôme de Rombdo.
Real Mayer (リル・メイヤー, Riru meiyā)
Voix japonaise : Rie Saitō, voix française : Hélène Bizot
Note: Le faux certificat de décès de la fin de l'épisode 7 montre son véritable nom écrit correctement : Real. La fin de la série précise par ailleurs son identité complète : Real 124C41+. Ce nom est une référence au roman Ralph 124C 41+ d'Hugo Gernsback.
 L'inspecteur Real Mayer, 19 ans, est la petite-fille du maire de la ville. Elle opère pour un bureau d'investigation chargé d'enquêter sur la série de meurtres commis par des robots infectés par le Cogito.
Iggy (イギー, Igī)
Voix japonaise : Kiyomitsu Mizuuchi, voix française : Éric Missoffe
L'assistant robotique personnel de Real Mayer (autoreiv Entourage). Il meurt après avoir été infecté pas la virus cogito en essayant de protéger sa maîtresse coûte que coûte.
Pino (ピノ)
Voix japonaise : Akiko Yajima, voix française : Christelle Reboul
Autoreiv accompagnateur qui fut en contact avec le Cogito et qui guide Vincent Law dans son voyage. Elle se comporte comme une petite fille, adore le piano et Vincent (qu'elle surnomme affectueusement Vince).

### Autres personnages
Raul Creed (ラウル・クリード, Rauru Kurīdo)
Voix japonaise : Hikaru Hanada, voix française : Pascal Germain
Chef du Bureau de Sécurité des Citoyens. Il est chargé de couvrir les affaires liées aux Proxy. De tempérament plutôt violent, il forcera Daedalus à l'aider dans sa quête d'un humain sans défaut, capable de vivre sans Dieux ni Proxy. Il mourra empalé sur un éclat de verre au dernier épisode. Il est le papa de Pino.
Kristeva (クリステヴァ, Kurisuteva)
Voix japonaise : Hōko Kuwashima, voix française : Pascale Chemin
L'assistante robotique personnelle (autoreiv de type Entourage) de Raul Creed, nommée d'après la philosophe Julia Kristeva. À la fin de l'anime, à la suite du décès de son maître, elle protège Pino suivant en cela la décision de son maître Raul Creed.
Daedalus Yumeno (デダルス・ユメノ, Dedarusu Yumeno)
Voix japonaise : Sanae Kobayashi, voix française : Susan Sindberg
Chef scientifique médical à la tête de l'équipe de recherche des Proxy, et du Bureau de Santé des Citoyens. Obnubilé par Real, il ira jusqu'à lui créer un clone lorsqu'il estimera que l'originale ne correspond plus à sa Real idéale. Il mourra écrasé sous un débris, lors de l'effondrement du dôme de Romdo après que le clone Real 2 l'ai abandonné.
Donov Mayer (ドノブ・メイヤー, Donobu Meiyā)
Maire de la cité de Romdo et grand-père de Re-l. Il agit par procuration à travers les voix de ses 4 assistants robotiques personnels (autoreivs Entourage) nommés d'après de célèbres philosophes : Derrida, Lacan, Husserl et Berkeley

## Anime

### Fiche technique
- Réalisation : Shukō Murase
- Scénario : Dai Sato
- Design des personnages : Naoyuki Onda
- Musique : Yoshihiro Ike
- Effets sonores : Keiichi Momose
- Production : Manglobe, Geneon Entertainment, WOWOW
- Licence francophone : Dybex

### Liste des épisodes
| Ep# | Titre français                                 | Titre japonais                                     | Titre japonais            | Date de diffusion |
| Ep# | Titre français                                 | Kanji                                              | Romaji                    | Date de diffusion |
| --- | ---------------------------------------------- | -------------------------------------------------- | ------------------------- | ----------------- |
| 01 | Awakening (Pulsation de l'Éveil)               | はじまりの鼓動/awakening                           | Hajimari no Kodo-         | 25 février 2006   |
| Dans la cité de Romdo, une créature mutante se réactive subitement et s'enfuit d'un laboratoire de recherche top-secret. Alors qu'elle enquête sur un meurtre commis par un autoreiv infecté par le Cogito, l'inspecteur Re-l Mayer rencontre la créature.                                   |                                                |                                                    |                           |                   |
| 02 | Confession (Confession d'un concitoyen)        | 良き市民の告白/confession                          | Yoki Shimin no Kokuhaku   | 4 mars 2006       |
| Personne ne croit le témoignage de Re-l. Pour sauver son honneur et satisfaire sa curiosité, elle décide d'enquêter elle-même sur cette affaire. Elle découvre le terme de "Proxy". Vincent, un immigré sous la responsabilité de Re-l se fait attaquer par la créature qu'a rencontré Re-l. |                                                |                                                    |                           |                   |
| 03 | Mazecity (Le grand saut)                       | 無への跳躍/mazecity                                | Mu e no Cho-yaku          | 11 mars 2006      |
| Re-l découvre un lien entre la créature rencontrée et Vincent. Alors qu'elle tente de le contacter elle découvre qu'il est suspecté dans une affaire de meurtre. |                                                |                                                    |                           |                   |
| 04 | Futu-risk (Signes du futur, Hadès du futur)    | 未来詠み、未来黄泉/futu-risk                       | Mirai Yomi, Mirai Yomi    | 18 mars 2006      |
| Après sa chute du dôme, Vincent se réveille à l'extérieur, soigné par un vieil homme. |                                                |                                                    |                           |                   |
| 05 | TASOGARE (Rappel)                              | 召還/tasogare                                      | Sho-kan                   | 1er avril 2006    |
| Re-l se rend hors du dôme et découvre une communauté vivant dans des taudis, qui regroupe un petit nombre de personnes ayant fui du dôme. |                                                |                                                    |                           |                   |
| 06 | Domecoming (Retour)                            | 帰還/domecoming                                    | Kikan                     | 8 avril 2006      |
| La communauté propose à Vincent un vaccin pour sauver Re-l, qui a contracté le virus qui sévit à l'extérieur du dôme, mais seulement à la condition qu'il accepte leur marché. |                                                |                                                    |                           |                   |
| 07 | re-l124c41+                                    | リル124C41+/re-l1244c41+                           | Riru 124C41+              | 15 avril 2006     |
| Vincent, Pino et quelques survivants de la Commune fuient vers Mosk à bord d'un voilier. Re-l est remise sur pied à Romdo, mais ne peut abandonner sa soif de connaissance. |                                                |                                                    |                           |                   |
| 08 | Shining sign (Faisceau lumineux)               | 光線/shining sign                                  | Ko-sen                    | 22 avril 2006     |
| Vincent et Pino continuent à avancer dans leurs périple vers Mosk. C'est alors que des hélicoptères et des Jeep armés leurs barrent le chemin... |                                                |                                                    |                           |                   |
| 09 | Angel's share (Eclats brillants)               | 輝きの破片/angel's share                           | Kagayaki no Hahen         | 29 avril 2006     |
| Vincent se réveille dans une chambre inconnue. Devant ses yeux apparaît alors un homme étrange, Kazkis Hauer. Quelle est la véritable identité de cet homme qui a invité Vincent chez lui?                                                                                                   |                                                |                                                    |                           |                   |
| 10 | Cytotropism (Existence)                        | 存在/cytotropism                                   | Sonzai                    | 13 mai 2006       |
| Romdo commence à montrer des signes de faiblesses et le voile du paradis commence doucement à se déchirer. En réalisant que le système de contrôle leurs échappent, Daedalus et Raul insistent pour que le système soit réparé. Cependant le régent Donov refuse de les écouter...           |                                                |                                                    |                           |                   |
| 11 | Anamnesis (Ténèbres blanches)                  | 白い闇の中/anamnesis                               | Shiroi Yami no Naka       | 20 mai 2006       |
| Vincent se retrouve perdu dans le brouillard. C'est alors qu'il trouve refuge dans une librairie afin de demander son chemin. L'inquiétant propriétaire du magasin lui recommande alors un livre, où le nom de Vincent Law est gravé sur la tranche...                                       |                                                |                                                    |                           |                   |
| 12 | Hideout (Si tu souris)                         | 君微笑めば/hideout                                 | Kimi Hohoemeba            | 27 mai 2006       |
| Re-l réussit à rejoindre Vincent. Pino rencontre une jeune fille et la suit jusqu'à une ombre menaçante... |                                                |                                                    |                           |                   |
| 13 | Wrong way home (Impasse conceptuelle)          | 構想の死角/wrong way home                          | Ko-so- no Shikaku         | 3 juin 2006       |
| Re-l est persuadée de pouvoir percer le mystère des proxys si elle suit Vincent jusqu'à Mosk. Iggy essaie de l'en dissuader, mais sa maîtresse ne veut rien entendre. |                                                |                                                    |                           |                   |
| 14 | Ophelia (Quelqu'un comme toi)                  | 貴方に似た誰か/ophelia                             | Anata ni Nita Dare ka     | 10 juin 2006      |
| Les protagonistes font leurs provisions dans un supermarché se trouvant dans un dôme sans vie. Seul un lac en son centre semble cacher quelques mystères. |                                                |                                                    |                           |                   |
| 15 | Who wants to be in Jeopardy ? (Cauchemar Quiz) | 生 悪夢のクイズSHOW！/Who wants to be in jeopardy! | Nama Akumu no Kuizu Show! | 17 juin 2006      |
| Vincent se retrouve piégé dans une émission télévisée où il doit gagner suffisamment de points au quiz, sans quoi il doit mourir ! |                                                |                                                    |                           |                   |
| 16 | Busy Doing Nothing (Calme plat)                | デッドカーム/busy doing nothing                    | Deddo Ka-mu               | 24 juin 2006      |
| Re-l, Vincent et Pino sont arrêtés dans leur voyage à cause du vent manquant. |                                                |                                                    |                           |                   |
| 17 | Terra Incognita (Bataille sans fin)            | 終わらない戦い/terra incognita                     | Owaranai Tatakai          | 1er juillet 2006  |
| A Romdo, Raul est recherché par les forces de l'ordre. |                                                |                                                    |                           |                   |
| 18 | Life After God (Enquête en destination finale) | 終着の調べ/life after god                          | Shu-chaku no Shirabe      | 8 juillet 2006    |
| Le voyage semble toucher à sa fin, Mosk n'est qu'à portée de bras. La mémoire de Vincent reviendra-t-elle comme il le prévoyait ? |                                                |                                                    |                           |                   |
| 19 | Eternal Smile (La fille au sourire)            | 少女スマイル/eternal smile                         | Sho-jo Sumairu            | 15 juillet 2006   |
| Pino tente de retrouver Vincent et Re-L à travers Smile Land. |                                                |                                                    |                           |                   |
| 20 | Goodbye Vincent (Au revoir Vincent)            | 虚空の聖眼/Goodbye Vincent                         | Koku- no Hijiri Me        | 22 juillet 2006   |
| Re-l se réveille à Romdo sous l'œil bienveillant de Daedalus et de son assistante Swan. Mais où sont Pino et Vincent ? |                                                |                                                    |                           |                   |
| 21 | Shampoo Planet (Là où finit le temps)          | 時果つる処/shampoo planet                          | Toki Hate Tsuru Sho       | 29 juillet 2006   |
| Pino et Re-l cherchent en vain Vincent à travers un Romdo en proie à l'anarchie. |                                                |                                                    |                           |                   |
| 22 | Bilbul (Chaînes)                               | 桎梏/bilbul                                        | Shikkoku                  | 5 août 2006       |
| Chacun des personnages se retrouvent en proie au désespoir, à la peur et à la tristesse. Pino cherche son père, Re-l voit tout ce qu'elle aime disparaître et Vincent s'est abandonné à Ergo Proxy.                                                                                          |                                                |                                                    |                           |                   |
| 23 | Deus Ex Machina (Proxy)                        | 代理人/deus ex machina                             | Dairinin                  | 12 août 2006      |
| Romdo sombre inévitablement, alors que nos héros se battent pour conserver leur vérité. |                                                |                                                    |                           |                   |

### Thèmes musicaux
Générique d'ouverture"Kiri" interprété par Monoral, issue de l'album "Turbulence".
Générique de fin"Paranoid Android" de Radiohead, venant quant à lui de l'album "OK Computer".
Il existe deux albums de bande originale pour la série : Ergo Proxy OST opus 01 et Ergo Proxy OST opus 02.